# Juan Pablo Peñaloza
Juan Pablo Peñaloza (San Cristóbal, 1855-Puerto Cabello, 1932) fue un venezolano que llegó a ser líder de los montoneros en la refriega antigomecista de su época.

## Biografía
Realizó estudios en la villa de San Cristóbal en el Colegio Nacional de Varones, para posterior comenzar su vida profesional y laboral como educador. Se unió al partido Liberal guiado por Espíritu Santo Morales, hombre insigne de las componendas al poder tachirense. Junto con Morales propiciaron no estar de acuerdo con la postulación de Ignacio Andrade como representante del Partido Liberal y como muy posible presidente de la República; sin embargo, en 1898 combatieron y defendieron la invasión de San Cristóbal hecha por Carlos Rangel Garbiras, quien derrotaron en la vía de Río Frío, actual Municipio Torbes del Estado Táchira. Llegó ser representnte en la Asamblea Legislativa del Gran Estado Los Andes por la sección Táchira (1898-1899) y gobernador militar de la misma sección (1899). Se encuarteló y se refugió en San Cristóbal para resistir la invasión de Cipriano Castro (mayo-junio de 1899) y siguió de allí a los que es Pregonero, aguantando las purgas y agrupándose con los llamados montoneros, donde no lo pudieron apresarlo. Derrocado el gobierno de Ignacio Andrade, Peñaloza salió al exilio en Colombia.
Opositor de la Revolución Liberal Restauradora liderada por Castro, encabezó la Revolución Libertadora a raíz de la muerte de Domingo Monagas Marrero en septiembre de 1902, siendo designado jefe de Estado Mayor de los ejércitos de la revolución. Se opuso al plan propuesto por Luciano Mendoza de ofrecerle batalla a las tropas del gobierno castrista sitiadas en La Victoria, actitud que generó desavenencias con el general Manuel Antonio Matos y la derrota militar. Vencida la revolución, se exilió en Curazao en 1904.
En 1907, volvió a invadir el Táchira desde Colombia, sin éxito. Con la llegada al poder de Juan Vicente Gómez fue nombrado miembro del Consejo de Gobierno durante 1908 y 1913; sin embargo, fue envuelto en la conspiración de Román Delgado Chalbaud de 1913 que llegó por La Guaira, teniendo que huir a Curazao y de allí a Colombia. Desde Cúcuta, dirigió varios alzamientos contra el gobierno de Eustoquio Gómez presidente del Estado Tachira. Durante la Guerra de los 30 Dias, el general Peñaloza se atrincheró en Pregonero con los famosos «Montoneros», entre ellos Pedro Molina, Ángel María Salcedo, Melitón Mora y Baldovino Sánchez, por lo que Peñaloza no pudo ser capturado por las tropas gomecistas. Desde San José de Bolívar salieron 15o hombres al mando del Coronel Jesús Contreras para combatir la guerrilla de Peñaloza, Jesús Contreras apodado el "Chiriguare" era uno de los hombres fuertes de la montaña que apoyaba a Eustoquio Gomez. Esto unido a otros incidentes causó la emigración a Colombia por parte de más de 20.000 tachirenses; pero que también con el tiempo produjo su remoción del cargo al no lograr el objetivo. Después de una breve estadía en Curazao, Eustoquio Gomez regresa a Caracas, donde fija su residencia (1925-1929) y permanece retirado de toda actividad política.

## Últimos años
Su tenacidad en la oposición al régimen de Gómez le valió una enconada persecución por parte de éste, promoviéndose varios intentos para conseguir su expulsión de Colombia. Durante su última invasión, en 1931, fue capturado en Táchira y antes de ser enviado a Puerto Cabello fue enviado a Barquisimeto, donde se confrontó con Eustoquio Gómez y fue enviado al castillo San Felipe de Puerto Cabello, donde falleció a los 77 años de edad, atendido por el poeta Andrés Eloy Blanco, quien reconoció a su hermano y le asistió hasta el lecho de su muerte.